# Asamblea Nacional Constituyente
La Asamblea Nacional Constituyente (en francés: Assemblée nationale constituante) fue la primera asamblea constituyente de Francia. Formada a partir de la Asamblea Nacional, fue proclamada el 9 de julio de 1789, en los inicios de la Revolución francesa. 
La Asamblea tomó innumerables medidas que cambiaron profundamente la situación política y social del país. Entre ellas, destacan la aprobación de la declaración de los Derechos del Hombre y del Ciudadano, la supresión del feudalismo, la apropiación de los bienes de la Iglesia y la Constitución Civil del Clero y, por supuesto, la redacción de la Constitución francesa de 1791.
Fue sustituida por la Asamblea Legislativa el 30 de septiembre de 1791, una vez finalizados los trabajos de redacción de la Constitución.

## Antecedentes

El Juramento del Juego de la pelota según Jacques-Louis David.

La difícil situación económica de Francia, con una crisis financiera, falta de alimentos y un sistema impositivo principalmente sostenido por el Tercer Estado, llevaron a Luis XVI a intentar una reforma fiscal. Debido a la oposición de la nobleza a una reforma fiscal que acabase con los privilegios, el rey convoca los Estados Generales de 1789, una Asamblea excepcional que reunía a miembros de los tres Estados (clero, nobleza y burguesía).  
El Tercer Estado, que contaba con el doble de representantes que los otros dos, descontento con el sistema de votación por estamentos, es decir, un voto por Estado, pedía una votación por personas para poder sacar adelante sus propuestas. De esta forma, el 12 de mayo invitaron a los otros estados a unirse a ellos en una sola cámara, propuesta que fue seguida por algunos miembros del Primer Estado. El 17 de junio esta cámara se autoproclama Asamblea Nacional, por 490 votos a favor y 90 votos en contra. 
Los intentos del rey y del Segundo Estado para disolver la recién creada Asamblea Nacional, llevaron al primero a clausurar el 20 de junio la sala donde la Asamblea se reunía para sus deliberaciones. Los diputados entonces se reunieron en una sala cercana donde se jugaba un deporte antecesor del tenis llamado juego de palma. Allí pronunciaron el Juramento del Juego de Pelota, prometiendo permanecer unidos hasta dar una constitución a Francia. El día 9 de julio, la Asamblea Nacional cambió su nombre definitivamente a Asamblea Nacional Constituyente.

## Composición
Tras su reconocimiento por parte del Rey el 28 de junio, todos los miembros de los estamentos pasaron a formar parte de la Asamblea Nacional. Es difícil dar un dato exacto de miembros de la Asamblea, ya que su número se modificó con el tiempo. Además, hubo miembros de los Estados Generales que llegaron tarde a París, incluso ya entrado el año 1791 (dos años después de la apertura de los Estados Generales).
Según Timothy Tackett, historiador especializado en la Revolución Francesa, había un total de 1177 diputados a mediados de julio de 1789. La división por estamentos en esa fecha era: 295 para el clero, 278 para la nobleza y 604 del Tercer Estado.
El Primer Estado, el clero, estaba formado, según Louis Madelin, historiador francés, por 266 miembros de los cuales 48 eran prelados.  Los restantes 218 eran sacerdotes, monjes o simples párrocos. El Segundo Estado, la nobleza, estaba formado principalmente por nobles cortesanos, estando la representación militar limitada a una treintena de oficiales superiores. El Tercer Estado, contenía una mayoría de más de cuatrocientos abogados, notarios, magistrados  y otros hombres de leyes. El resto eran médicos, comerciantes y apenas ocho agricultores.

### Principales partidos y figuras destacadas

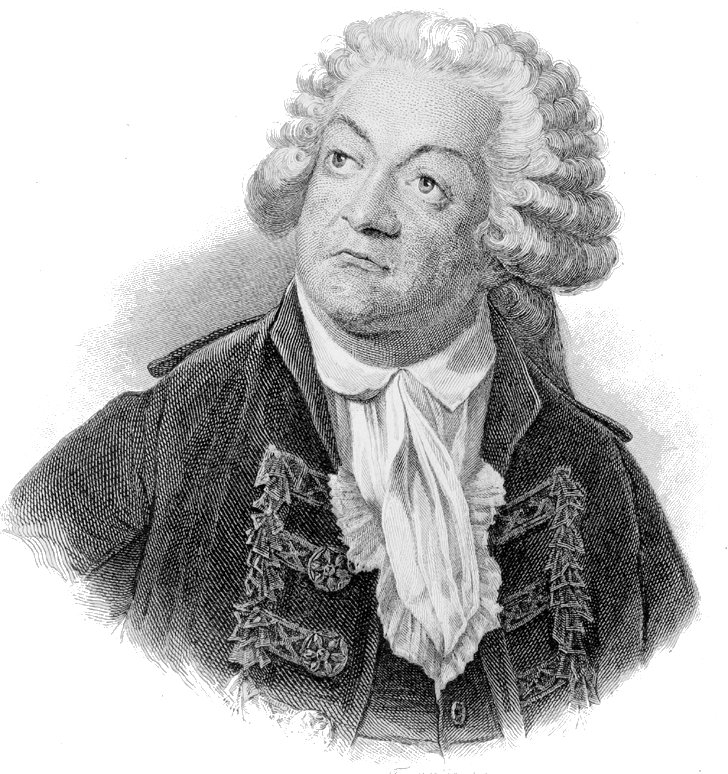
Honoré Gabriel Riquetti, conde de Mirabeau, una de las figuras más destacadas de la Asamblea.

- A la derecha, el sector monárquico representativo de los privilegiados del Antiguo Régimen –la nobleza y el alto clero—, se oponía a todo tipo de reformas. Sin capacidad para oponerse a los decretos de la Asamblea, entorpecían los debates de los diputados. Sus oradores más destacados eran:[3][4]
  - Jacques Antoine Marie de Cazalès.
  - El abate Jean-Sifrein Maury.

- En el centro, los llamados "monarchiens"[5] se unían en torno al exministro Necker. Moderados y favorables a un compromiso entre los privilegiados y las clases populares, propugnaban un sistema bicameral similar al del Reino Unido, con un senado compuesto de miembros designados por el rey y una asamblea nacional electa:[6] Se disolvieron cuando la Asamblea rechazó la posibilidad de crear una cámara alta.[4].Sus oradores más destacados eran:
  - Gérard de Lally-Tollendal.[7]
  - Stanislas de Clermont-Tonnerre.[8]
  - Jean-Joseph Mounier.[9]

- El grueso de la asamblea lo constituían los "patriotas" o "nacionales", unidos por la democratización y los intereses de las clases medias y populares, y partidarios de una asamblea legislativa única. Grupo poco homógeneo, se componía de dos tendencias mayoritarias cuyas posturas fueron evolucionando entre 1789 y 1791. Si bien sus discursos expresaban ciertas divergencias, solían votar unidos.[10]
  - Firmes partidarios de la continuidad de la monarquía, representaban los intereses de la burguesía:
    - Honoré Riqueti, conde de Mirabeau.
    - Marqués de La Fayette.
    - Jean Sylvain Bailly.

  - El ala más extrema de la izquierda, opuesta a La Fayette y Mirabeau, era representada por tres oradores conocidos como «el Triunvirato». Defendían los intereses de las clases más populares, y tras el intento de fuga del Rey en el verano de 1791 se posicionaron claramente como republicanos.[11]
    - Antoine Barnave.
    - Alexandre de Lameth.
    - Adrien Duport.

Otros personajes relevantes fueron:
- Maximilien Robespierre, perteneciente a la extrema izquierda.
- Emmanuel-Joseph Sieyès, teórico constitucional.

## Historia
Tras la proclamación de la Asamblea como Constituyente, el rey relevó de su cargo al ministro de finanzas Jacques Necker. El Tercer Estado veía a Necker como su gran defensor, y como el hombre que debía llevar a cabo las reformas fiscales tan necesarias para el futuro económico de la nación. Por otra parte, esta destitución fue vista en París como el comienzo de un contragolpe monárquico. Las noticias llegaron al Palais Royal de mano de Camille Desmoulins, que subido a una mesa con una pistola en la mano, gritó: 

¡Ciudadanos, no hay tiempo que perder; el cese de Necker es la señal de la Noche de San Bartolomé para los patriotas! ¡Esta noche, batallones de suizos y alemanes tomarán el Campo de Marte para masacrarnos; sólo queda una solución: tomar las armas!

Los revolucionarios parisinos reaccionaron tomando la Bastilla, fortaleza estratégica de París, el 14 de julio. El rey se dirigió a la Asamblea Nacional para pedirles acción ante los sucesos en la capital. 88 diputados de la Asamblea fueron a París, entrando en la Comuna para llevar un mensaje de paz en nombre del Rey y la misma Asamblea. En medio del júbilo general, el marqués de La Fayette fue aclamado y nombrado jefe de la Guardia Nacional, siendo Jean Sylvain Bailly, entonces un famoso astrónomo, elegido, también entre aclamaciones, nuevo alcalde de París (maire, y no preboste de los mercaderes de París como se solía denominar), cargo libre tras la muerte de Jacques de Flesselles en el asalto a la Bastilla.

### La noche del 4 de agosto
En la noche del 4 al 5 de agosto de 1789, llamada noche de la locura, la Asamblea acordó la supresión del feudalismo. Fueron dos nobles, Louis-Marie de Noailles y el duque de Aiguillon, Armand Désiré de Vignerot du Plessis, los que propusieron la abolición de los señoríos y demás privilegios feudales. El vizconde de Noailles exclamó: 

Propongo la declaración de que en lo futuro todas las cargas públicas serán sostenidas por todos, que todos los derechos feudales son redimibles por los comunes, en dinero o según una equitativa estimación; que los servicios personales, las manos muertas y otras cargas personales cesarán desde luego sin redención.

Este discurso provocó una escalada de excitación y una cascada de propuestas a cada cual más desinteresada, una competición de rendiciones y patriotismo. La excitación subió con rapidez. Los obispos de Nantes y de Chartres renunciaron a sus diezmos. El mutuo entusiasmo acabó con la disolución de toda jurisdicción señorial, la compensación de los diezmos y la igualdad de los impuestos, admisión de todos a todos los cargos y otra serie de medidas como la supresión del derecho exclusivo de caza o la abolición de todos los privilegios de ciudades y comarcas. Se acuñó una medalla para conmemorar el día, y la Asamblea declaró a Luis XVI "Restaurador de la libertad francesa".

### La declaración de los Derechos del Hombre y del Ciudadano

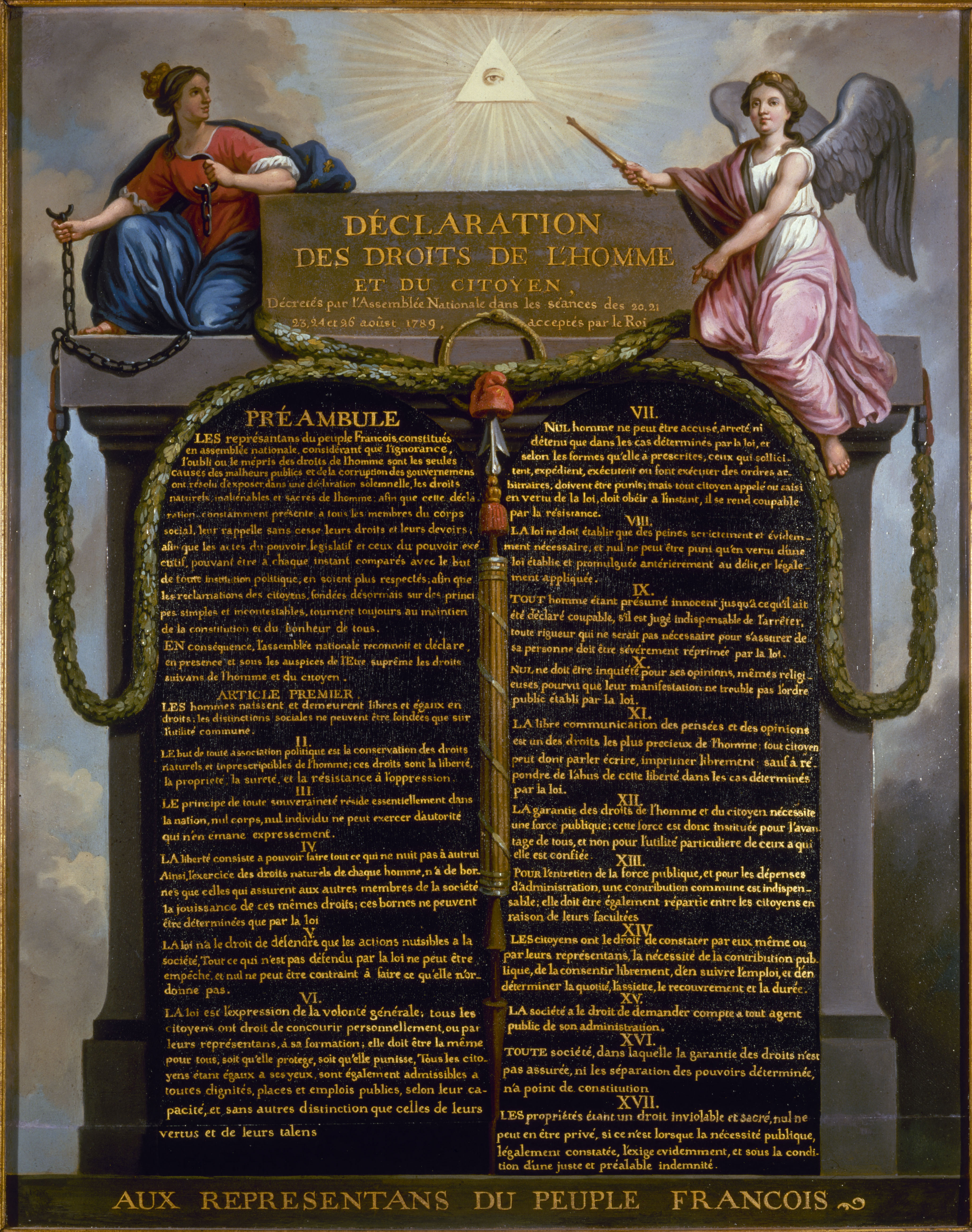
La Declaración de los Derechos del Hombre y del Ciudadano.

Tras la abolición de los derechos feudales y los privilegios tanto individuales como colectivos en la noche del 4 de agosto, la siguiente gran decisión de la Asamblea fue la aprobación de la declaración de los Derechos del Hombre y del Ciudadano.
Al comenzar los trabajos de la nueva Constitución, rápidamente surgió la cuestión de como comenzarla. Fue Mounier quien, el 8 de julio, propuso hacerlo con la "declaración de los derechos del hombre", inspirados por la Declaración de Independencia de los Estados Unidos. En seguida comenzaron los trabajos de redacción. Se llegaron a leer 21 proyectos de declaración, incluido uno de La Fayette y otro de la ciudad de París. No hubo un consenso total sobre la necesidad de la declaración: Grégoire pidió que se redactara una declaración de deberes que la acompañase; Mirabeau comentaba que una nación rebelde y en plena anarquía necesitaba que se le enseñasen sus deberes, no sus derechos. La redacción final se encargó a una Comisión, aprobándose su forma definitiva el 26 de agosto de 1789. La declaración, escrita con aspiraciones de universalidad, trató de recoger, en sus diecisiete artículos, los derechos fundamentales de todos los hombres para todas las épocas: igualdad formal ante la ley, soberanía popular, ley como expresión de la voluntad popular, inviolabilidad de la propiedad privada, etc. La declaración era de aplicación a los varones exclusivamente; en 1791, Olympe de Gouges publicó la declaración de los Derechos de la Mujer y la Ciudadana en un intento de igualar los derechos de ambos sexos.

### Trabajos de redacción de la Constitución
La Declaración de derechos enunciaba los principios generales por los que se debía regir la política francesa, pero no resolvía ninguna cuestión acerca de la forma de gobierno. Por aquel entonces, aunque la Asamblea funcionaba como auténtico poder legislativo en Francia, no existía un modelo en el que fundar un nuevo gobierno. Por tanto, al finalizar la discusión acerca de la Declaración de Derechos que debía prologar la Constitución se reanudaron los trabajos sobre esta. ¿Debía ser el poder legislativo unicameral o bicameral? ¿Qué poderes debían permanecer en el rey? ¿Cada cuánto se debían convocar elecciones, y qué puestos debían ser electivos? 
El 28 de agosto, Mounier presentó en nombre de la Comisión para la Constitución seis artículos para su deliberación, que incluían un gobierno monárquico hereditario, la inviolabilidad del Rey y plena separación de poderes. El debate pronto se centró sobre la composición del poder legislativo. Mounier y Lally-Tolendal, siguiendo el sentido de Necker, propusieron un legislativo bicameral: una cámara baja compuesta de 600 diputados elegidos por el pueblo, y una cámara alta compuesta por 200 senadores elegidos por el rey a propuesta de los departamentos, que evitase así la tiranía de una sola cámara y moderase el uso del poder. La mayoría de la aristocracia estaba a favor del sistema bicameral, pero se posicionaron a favor de un Senado elegido por los nobles, y no a propuesta de los Departamentos. El partido nacionalista (la izquierda) se opuso a la bicameralidad, ya que temían una cámara alta aristocrática, además de que les pareció ilegal el constituir legisladores de por vida. Debido a la división de sus oponentes, aristócratas y demócratas realistas, consiguieron la aprobación de sus propuestas: Francia tendría una asamblea legislativa unicameral. El 12 de septiembre, se decidió la obligatoriedad de renovar los diputados de la futura asamblea única en legislaturas de dos años.
La cuestión del veto real suscitó nuevos debates en la Asamblea. La cuestión giraba acerca de si debía dejarse al rey la potestad de aprobar o rescindir la legislación de la Asamblea. Aunque había un consenso de que el rey debía tener el derecho de veto, una facción, entre los que se contaban Mirabeau y Mounier, sostenía que este veto debía ser absoluto, mientras que otra, liderados por Pétion defendía un veto suspensivo, que retrasase la entrada en vigor de las decisiones de la asamblea. Fuera de la asamblea, y principalmente en París, la cuestión del veto causó una gran excitación. Tras los eventos del 14 de julio y algunos otros tumultos menores la ciudad no estaba calmada, por lo que el temor de dar el veto absoluto al rey era inmenso. La multitud, ignorante de la naturaleza y límites de esta facultad quería que el rey no tuviese ningún poder. En el Palais Royal fueron designados como traidores los diputados que hablaban a favor del veto, a los que se les remitieron cartas amenazando con asaltar Versalles. Debido a la importancia pública que alcanzó la cuestión, Necker recomendó al Rey posicionarse a favor del veto suspensivo, para evitar así perder popularidad. Finalmente, el veto suspensivo fue aprobado, por lo que el rey podría demorar la sanción de una ley como mucho dos legislaturas.

### La Asamblea se traslada a París

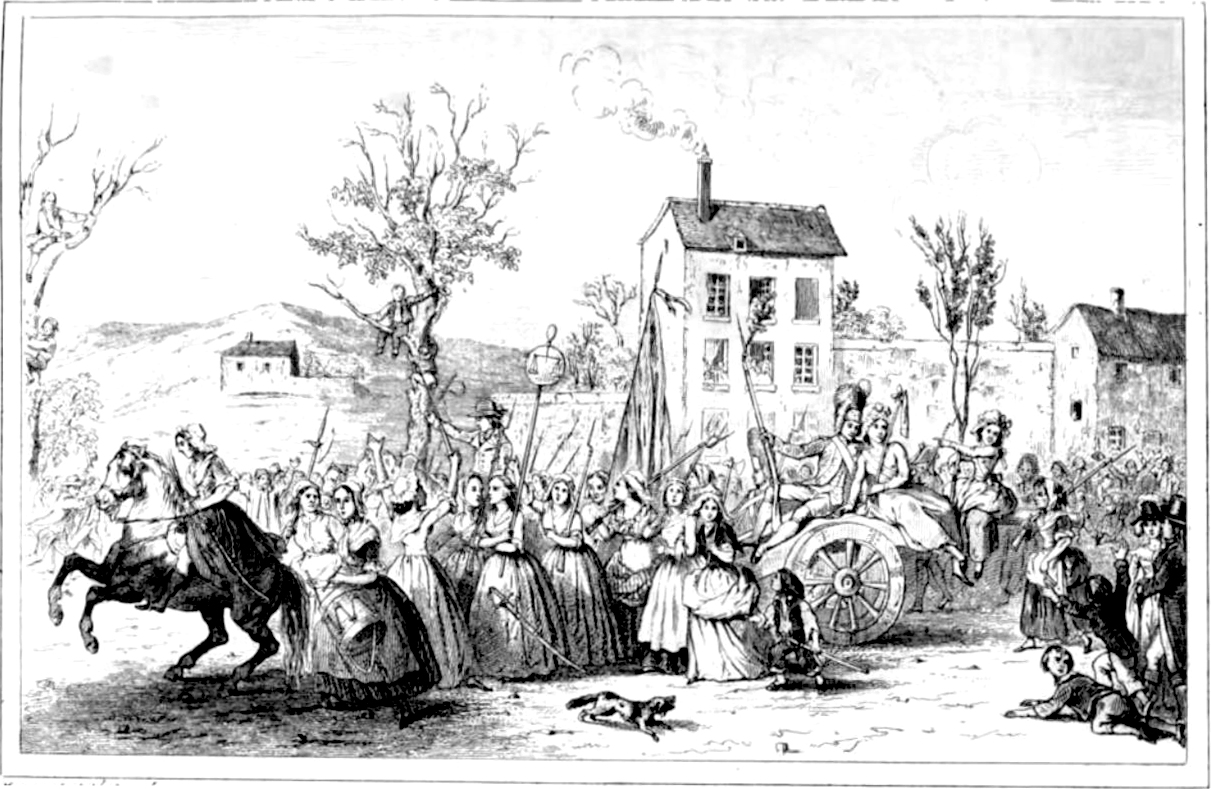
La marcha hacia Versalles de las mujeres de París.

El banquete de los nuevos regimientos del Rey en Versalles del 1 de octubre y la carestía en la ciudad provocaron una marcha hacia Versalles de mujeres parisinas, que reclamaron al Rey su presencia en París. El rey accedió y la familia real se trasladó al parisino palacio de las Tullerías. La Asamblea se dividía entre seguir o no al Rey a París. Mounier dijo que "el Rey desea tener en torno a sí a los representantes del pueblo". Mirabeau replicó que "con una representación de treinta diputados basta". Barnave por su parte pronunció un breve discurso: 

Hemos de tomar una determinación sobre nosotros mismos. Una cosa es cierta; que el rey y la Asamblea nacional no se han de separar. La felicidad y la paz del reino, la unidad del poder público y nuestra adhesión al Rey lo reclaman.

De esta forma, la Asamblea decidió que era inseparable de la persona del Rey, siguiéndole a París, instalándose brevemente en el palacio arzobispal, hasta que estuvo listo el picadero del palacio de las Tullerías, su emplazamiento definitivo. Esta decisión no contentó a muchos, como Mounier o Lally-Tolendal que, ya descontentos con el curso de la Revolución, optaron por abandonar la Asamblea y emigrar.

### Los departamentos y la ley electoral
El 4 de marzo de 1790 la Asamblea Nacional aprobó la división de Francia en departamentos a propuesta de Sieyès. Se abolieron las antiguas provincias y se dividió a Francia en 83 departamentos buscando la proporcionalidad antes que los vínculos históricos. Cada departamento se dividió en 4 a 9 distritos; los distritos en cantones y cada cantón en 6 a 8 municipalidades. Esta medida no solo reformó la organización territorial de Francia, sino que también significó la abolición efectiva de los parlamentos locales.
A la división territorial le acompañó una organización administrativa para los nuevos departamentos y una nueva ley electoral. La administración de los distritos recaía en un consejo de 12 hombres. En cada municipalidad el pueblo elegía a sus empleados, mientras que en los distritos y departamentos eran elegidos por un número de electores que nombraban las asambleas primeras. De esta forma, la nueva administración francesa pasó a estar formada por 1.300.000 hombres.
La ley electoral asociada otorgó el derecho a voto a casi todos los varones. Solamente los sirvientes y jornaleros que no tenían propiedades ni renta quedaron excluidos. Los electores quedaron divididos en dos clases: los que tenían menos ingresos y pagaban menos impuestos eran electores de segundo grado, por lo que solo podían ser elegidos funcionarios de distrito o departamento; los que más renta y más impuestos pagaban podían ser elegidos para la Asamblea Nacional. La elección de diputados seguía un esquema piramidal: los electores de primer grado se reunían por cantones, eligiendo compromisarios para el distrito; estos se reunían para elegir compromisarios para el departamento, los cuales, finalmente, elegían a los diputados para la Asamblea.

### Expropiación de los bienes de la Iglesia: la constitución civil del clero
Tras la noche del 4 de agosto de 1789, los diezmos se habían declarado compensables. Sin embargo, el 11 de agosto de ese mismo año, la Asamblea los suprimió totalmente, a lo que algunos miembros del clero se opusieron. El 30 de octubre de 1789 llegaría el mayor ataque a los bienes de la Iglesia en Francia. Ese día, Talleyrand, obispo de Autun, propuso que todos los bienes eclesiales pasasen a ser propiedad de la nación, bajo la condición de que esta se ocupase de los clérigos e iglesias, fijando en su propuesta las cuantías precisas a considerar. Esta propuesta, argumentó Talleyrand, salvaría la deuda nacional.
La excitación que provocó esta propuesta fue grande. Los contrarios a la proposición argumentaban que si se tomaba la misma entonces el clero dependería del capricho del pueblo. Maury señaló la dificultad de ejecución del proyecto, recordando a los diputados lo ocurrido al confiscar los bienes de los jesuitas: se esperaban grandes riquezas y se obtuvo lo justo para alimentar a los ex-jesuitas. Los que apoyaban la confiscación argumentaban que la Iglesia no debía ser propietaria de los bienes, ya que estos habían sido dados por la nación y por los propios creyentes y el clero no era más que un simple depositario que los explotaba. Thouret objetó que la Iglesia no podía ser un Estado dentro de otro Estado: 

De ahí que la Nación francesa fue quién en Francia hizo del Clero una corporación y propietario, y tiene en consecuencia facultad para decir a cada uno de los que lo forman: no quiero que en adelante forméis una corporación especial, dispongo los bienes que yo uní a vuestra corporación. Los bienes del clero pertenecen, pues, a la Nación.

 Mirabeau propuso otra formulación alternativa a la pertenencia: "los bienes del clero están a disposición de la nación". Esta fórmula fue aprobada el 2 de noviembre por 568 votos contra 364 con 40 abstenciones.
En diciembre de ese año, al describir Necker a la Asamblea el apuro que pasaba la Hacienda nacional, se resolvió la venta de dominios y bienes eclesiásticos por la cuantía de 400 millones de francos. Para conseguir generar efectivo rápidamente, se introdujo una nueva moneda, los asignados (Assignat), respaldada por las tierras confiscadas. Este sistema fue muy eficaz para la venta de las tierras eclesiásticas, aunque produjo una gran inflación. En junio de 1790 se emitieron 600 millones más y en septiembre otros 800, a lo que siguieron otras emisiones menores durante otros cinco años. Esto produjo una gran caída de su valor, llegando a cambiarse en la época del Directorio 3.080 francos en asignados por 20 en oro.

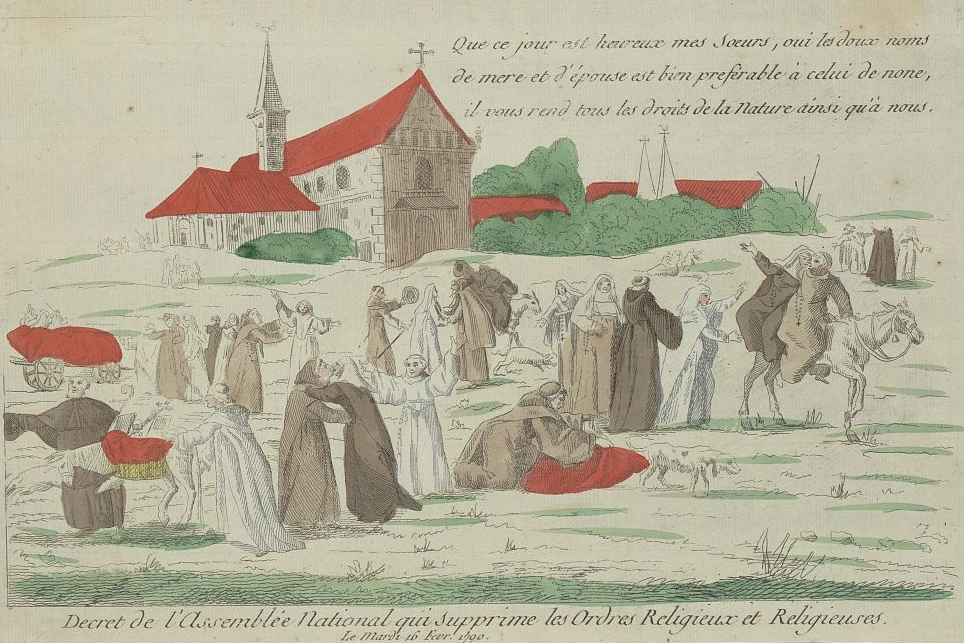
Caricatura de la época sobre la prohibición de las órdenes religiosas. 16 de febrero de 1790.

Junto a los bienes eclesiásticos también se suprimió a las órdenes religiosas. El 13 de febrero de 1790 se prohibieron los votos y la vida común en las órdenes.
La cuestión religiosa continuó siendo tratada en la Asamblea. El 6 de febrero de 1790 la comisión religiosa de la Asamblea fue ampliada a treinta miembros con el encargo de preparar una reforma de la iglesia francesa. Dicha reforma se conoció en conjunto como la constitución civil del clero. La actuación previa de la Asamblea y este nuevo proyecto había provocado un cambio de orientación en gran parte del clero y en los franceses católicos, que no veían con buenos ojos la actuación de la Asamblea en materia religiosa. Además, la elección de Jean-Paul Rabaut Saint-Étienne, protestante, como presidente de la Asamblea provocó una conmoción. A pesar de que algunos miembros de la derecha, incluido François de Bonal obispo de Clermont, propusieron el 29 de mayo de 1790 que el proyecto se mandase al Papa para su aprobación, la Asamblea discutió el proyecto entre el 1 de julio y el 12 de julio de ese mismo año. El proyecto incluía varias medidas, entre las que destacaban: los límites y número de las diócesis se equiparaban con los recién creados departamentos; se suprimía el título de arzobispo; el nombramiento de los obispos y párrocos se realizaría por los mismos electores que nombraban a los funcionarios de los departamentos sin necesidad de confirmación papal; los cargos podrían ser ocupados por personas de cualquier religión, a pesar de ser para un puesto de la iglesia católica; se instituía la obligación de pronunciar un juramento de adhesión a la nación y al Rey en el momento de ser nombrado un cargo eclesiástico.

### El derecho de la guerra y la paz
A comienzos del año 1790 se produjo entre Inglaterra y España una discusión sobre la posesión de la isla de Nutca. Ambos países se armaron para la guerra y, según el Pacto de Familia, Luis XVI y Francia deberían acudir a apoyar a España. Esta situación hizo surgir en la Asamblea la cuestión del derecho real a la paz y la guerra. El ministro de Asuntos Exteriores, Montmorin, habló ante la Asamblea el 14 de mayo, pidiendo fondos para armar los 14 buques que el rey había ordenado enviar. La decisión se pospuso para el día siguiente, en la que se resolvió, gracias a Mirabeau, agradecer al rey el armamento de los buques y aplazar para los días venideros la discusión sobre a quién pertenecía el derecho de declarar la paz y la guerra.
La discusión se prolongó cinco días. La excitación fue grande hasta que Mirabeau propuso que la cuestión no era si el derecho de declarar la guerra pertenecía a la Asamblea o al rey, sino que ambos lo tenían mancomunadamente. Así, se decidió dejar el derecho de ordenar ataques, principalmente de carácter defensivo, al poder ejecutivo (al rey), ya que estos pertenecen al dominio de las acciones, y la declaración formal de guerra al poder legislativo (la Asamblea), que tiene más que ver con la voluntad.

### Supresión de la nobleza hereditaria
El 19 de junio de ese mismo año en la sesión de tarde, Lambel de Villafranca y los hermanos Lameth propusieron la supresión de la nobleza hereditaria, que, aunque estaba implícita en la declaración de Derechos, no se había producido efectivamente en el país. La cuestión cogió por sorpresa a los nobles asistentes, ya que no era costumbre proponer cuestiones importantes en las sesiones de tarde y, por supuesto, ninguna que no figurase en el orden del día.
Las proposiciones se sucedieron unas a otras: la supresión total, aplazar la cuestión para poder realizar un estudio detallado, prohibir solo el uso de blasones, etc. Sin embargo, la izquierda de la Asamblea insistía en la votación contando con que eran mayoría. Efectivamente, gran parte de la nobleza no asistía a las sesiones de tarde, ya que la mayoría tenían compromisos sociales, lo que llevó a Thomas Lindet a comentar a su hermano que "la Revolución se hace a la luz de las candelas". Los nobles asistentes intentaron tomar la palabra, pero no pudieron debido a la gran excitación con la que se pedía la votación. Al proceder a la misma, la Asamblea acordó que "la nobleza hereditaria queda suprimida para siempre", incluyéndose en dicha prohibición la de hacer usar librea a los criados o el uso de escudos y blasones nobiliarios.

### Huida del rey
Bouillé, tras dirigir la represión de las insurrecciones de Nancy y Metz, se encontró con que los nobles de las zonas fronterizas del este de Francia eran muy favorables al rey y contrarios a la Asamblea. Esto le llevó a proponer a la familia real la posibilidad de escapar de París hacia Montmedy, donde podría rodearse de leales y preparar un ejército que le permitiera recuperar el favor del pueblo y liberarlo de los revolucionarios.
Tres acontecimientos dieron el impulso definitivo al proceso: la muerte de Mirabeau, que había sido el gran aliado del rey en la Asamblea; la oposición que el rey encontró al intentar salir de París para celebrar la Pascua de 1791 en Saint-Cloud, como hacía todos los años; y la partida de las tías del rey hacia Roma, que creó una gran excitación tanto en la Asamblea como en París, a pesar de que el hecho era completamente legal. Esto le hizo comprender definitivamente que era prácticamente un preso en París, bajo la vigilancia de La Fayette.

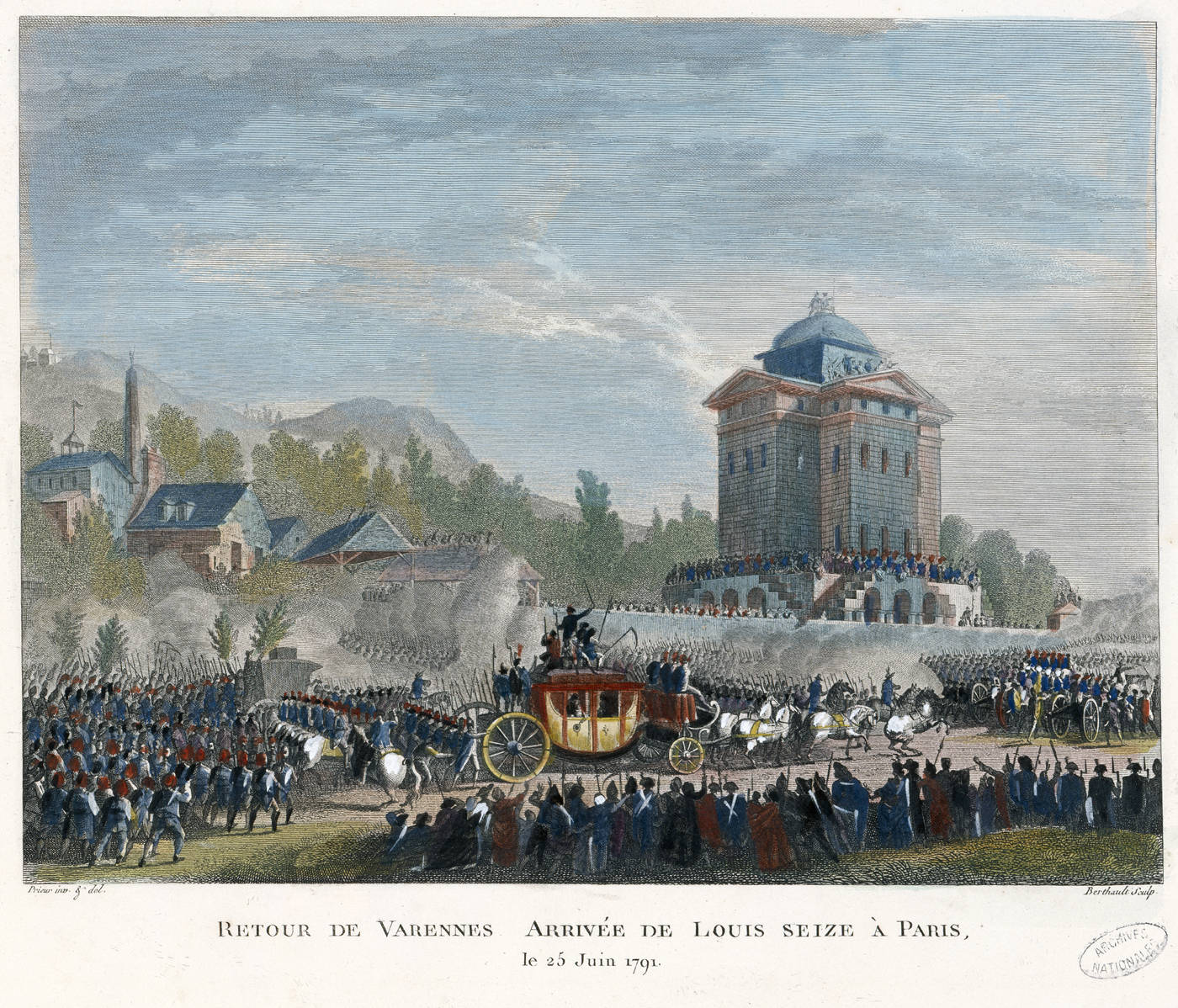
El regreso de la familia real a París el 25 de junio de 1791. Dibujo de Jean-Louis Prieur.

El 20 de junio el rey partió hacia Montmedy, pero fue capturado en Varennes, reconocido en una casa de postas por un revolucionario llamado Jean-Baptiste Drouet.
La Asamblea conoció la huida del rey por medio de una carta que había dejado a la misma, titulada Declaración a todos los franceses. La Asamblea censuró la carta y defendió públicamente que el rey había sido secuestrado. El problema político provocado por la fuga resultó en la petición de nombramiento de un dictador, que el duque de Orleans tratase de conseguir el favor popular para obtener el trono o que el rey fuese depuesto. Una vez que llegaron las noticias de la detención del rey a la Asamblea, esta acordó enviar una representación en las personas de Pétion, Barnave y Latour-Maubourg para que vigilasen el regreso de la familia real a París. La ciudad recibió el regreso del rey en medio de un sepulcral silencio que reflejaba los ánimos del pueblo con respecto al monarca.

### La inviolabilidad del rey
Tras la captura del rey, tres partidos luchaban por definir el curso de la Revolución: los orleanistas deseaban que se derrocara al rey por su huida, para poder así elevar al trono a Luis Felipe II de Orleans en calidad de regente; los republicanos, que habían cogido fuerza tras el episodio de Varennes, deseaban también la condena del rey, para poder instaurar una constitución republicana; finalmente, los monárquicos pretendían la continuidad de la monarquía reflejada en el proyecto de Constitución.
Los monárquicos argumentaron en la Asamblea que el cese del rey provocaría una crisis de gobierno que la Asamblea no podría manejar, principalmente en las zonas periféricas monárquicas. Además, argumentaron, si los diputados debían ser inviolables, más todavía debería serlo el rey. Así, Muguet propuso declarar al rey inviolable, acusando, sin embargo, al resto de cómplices en el intento de fuga.
Pétion argumentó en contra de la declaración, recordando que el rey era un ciudadano y funcionario público. Grégoire propuso la creación de una Convención para juzgar al rey. Sin embargo, Barnave, convertido en monárquico después del viaje de vuelta de Varennes, salió en defensa del rey, declarando el principio de separación de poderes como la garantía máxima de libertad y permanencia, y este prohibía que el poder legislativo pudiese tener ascendencia sobre el poder ejecutivo.
Tras estos debates, se aceptó la inviolabilidad del Rey, pero siempre sujeta a la aceptación de la Constitución por parte de este.

### Últimos trabajos en la Constitución
Hacia agosto de 1791, los trabajos en la Constitución se acercaban a su fin. El 5 de agosto, Barnave, Duport, Clermont-Tonnerre y Lameth fueron elegidos para revisar la Constitución y realizar las correcciones oportunas, ya que el conjunto de decretos constitucionales debían fundirse en un único texto y se podrían detectar conflictos.
Como dos últimas medidas, se aprobó en la Asamblea la supresión de condecoraciones, a propuesta de Camus y bajo el supuesto de que violaban el principio de igualdad, exceptuando la Cruz de San Luis, y Malouet realizó un último intento de aumentar el poder real en la Constitución y realizar una profunda revisión de la misma, argumentando que no había seguridad en la monarquía que proponía la Constitución ni en su sistema unicameral.

### Aceptación de la Constitución y disolución de la Asamblea
El 16 de mayo de 1791 se acordó la no reelegibilidad de los miembros de la Asamblea, muy apoyada por Robespierre. De esta manera, ninguno de sus miembros formaron parte de la nueva asamblea que preveía el proyecto de Constitución.
Tras dos años de servicio, una gran cantidad de reformas y más de 2400 decretos, la Constitución fue finalizada y presentada al rey para su aceptación. Sesenta diputados, encabezados por el entonces presidente Thouret, llevaron el 3 de septiembre al rey la Constitución. Tras la aceptación real, la Asamblea se disolvió el 30 de septiembre de 1791. Al día siguiente, la Constitución entró en vigor, dando el poder a la nueva Asamblea Legislativa.

## Sedes
La Asamblea Nacional Constituyente se reunió en tres lugares distintos en sus dos años de existencia:
- Del 9 de julio de 1789 al 6 de octubre de 1789: Hôtel des Menus Plaisirs, Versalles.
- Del 7 de octubre de 1789 al 8 de noviembre de 1789: Palacio arzobispal de París.
- Del 9 de noviembre de 1789 al 30 de septiembre de 1791: Picadero de las Tullerías.